# Falconius
Falconius is een geslacht van rechtvleugeligen uit de familie doornsprinkhanen (Tetrigidae). De wetenschappelijke naam van dit geslacht is voor het eerst geldig gepubliceerd in 1898 door Bolívar.

## Soorten
Het geslacht Falconius omvat de volgende soorten:
- Falconius annuliconus Liang, 2000
- Falconius bedoti Bolívar, 1909
- Falconius clavatus Bolívar, 1898
- Falconius clavitarsis Bolívar, 1887
- Falconius deceptor Günther, 1938
- Falconius dubius Günther, 1938
- Falconius gestroi Bolívar, 1898
- Falconius guangxiensis Zheng & Jiang, 1997
- Falconius hainanensis Liang, 2000
- Falconius inaequalis Brunner von Wattenwyl, 1893
- Falconius karnyi Günther, 1938
- Falconius longicornis Deng, Zheng & Wei, 2009
- Falconius palawanicus Günther, 1938
- Falconius planitarsis Hancock, 1907
- Falconius pseudoclavitarsis Günther, 1938
- Falconius undatifemura Zheng & Wang, 2006